# Lekkoatletyka na Letnich Igrzyskach Olimpijskich 2012 – bieg na 800 m kobiet
Bieg na 800 m kobiet – jedna z konkurencji lekkoatletycznych rozgrywanych podczas igrzysk olimpijskich w Londynie.
Obrończynią tytułu mistrzowskiego z 2008 roku była Kenijka Pamela Jelimo, której nie udało się powtórzyć sukcesu z Pekinu.

## Terminarz
| Data                      | Godzina | Zawody    |
| ------------------------- | ------- | --------- |
| Środa, 8 sierpnia 2012    | 11:35   | Runda 1   |
| Czwartek, 9 sierpnia 2012 | 19:30   | Półfinały |
| Sobota 11 sierpnia 2012   | 20:00   | Finał     |

## Rekordy[2]
|                   | Zawodnik              | Wynik   | Miejsce        | Data          |
| ----------------- | --------------------- | ------- | -------------- | ------------- |
| Rekord świata     | Jarmila Kratochvílová | 1:53,28 | Monachium      | 26 lipca 1983 |
| Rekord olimpijski | Nadieżda Olizarenko   | 1:53,43 | Moskwa         | 27 lipca 1980 |
| Listy światowe    | Pamela Jelimo         | 1:56,76 | Heusden-Zolder | 7 lipca 2012  |

## Rezultaty
| WR – rekord świata \| OR – rekord olimpijski \| NR – rekord kraju \| AR – rekord kontynentu \| AUR – rekord kontynentu do lat 23 (młodzieżowców)                   |
| NUR – rekord kraju do lat 23 (młodzieżowców) \| WL – najlepszy wynik na listach światowych w sezonie 2012 \| PB – rekord życiowy \| SB – najlepszy wynik w sezonie |

### Runda 1
Do półfinału awansowały 3 pierwsze zawodniczki z każdego biegu oraz 6 z najlepszymi czasami.

#### Bieg 1
| Poz. | Zawodniczka       | Reprezentacja     | Czas    | Uwagi |
| ---- | ----------------- | ----------------- | ------- | ----- |
| 1.   | Alysia Montano    | Stany Zjednoczone | 2:00,47 | Q     |
| 2.   | Caster Semenya    | Południowa Afryka | 2:00,71 | Q     |
| 3.   | Halima Hachlaf    | Maroko            | 2:00,99 | Q     |
| 4.   | Rose Mary Almanza | Kuba              | 2:01,19 | q     |
| 5.   | Annabelle Lascar  | Mauritius         | 2:05,45 | PB    |
| 6.   | Elena Popescu     | Mołdawia          | 2:06,94 |       |
| —    | Noura Samir       | Egipt             | —       | DNS   |

#### Bieg 2
| Poz. | Zawodniczka     | Reprezentacja     | Czas    | Uwagi |
| ---- | --------------- | ----------------- | ------- | ----- |
| 1.   | Alice Schmidt   | Stany Zjednoczone | 2:01,65 | Q     |
| 2.   | Tintu Luka      | Indie             | 2:01,75 | Q     |
| 3.   | Malika Akkaoui  | Maroko            | 2:01,78 | q     |
| 4.   | Andrea Ferris   | Panama            | 2:05,59 |       |
| 5.   | Haley Nemra     | Wyspy Marshalla   | 2:14,90 | SB    |
| 6.   | Merve Aydın     | Turcja            | 3:24,35 |       |
| DSQ  | Marija Sawinowa | Rosja             | 2:01,56 | DSQ   |

#### Bieg 3
| Poz. | Zawodniczka         | Reprezentacja | Czas    | Uwagi |
| ---- | ------------------- | ------------- | ------- | ----- |
| 1.   | Francine Niyonsaba  | Burundi       | 2:07,57 | Q     |
| 2.   | Jessica Smith       | Kanada        | 2:07,75 | Q     |
| 3.   | Genzeb Shumi Regasa | Bahrajn       | 2:07,77 | Q     |
| 4.   | Amina Bakhit        | Sudan         | 2:09,78 |       |
| 5.   | Amy Atkinson        | Guam          | 2:18,53 | NR    |
| —    | Lilija Łobanowa     | Ukraina       | —       | DNS   |
| —    | Fantu Magiso        | Etiopia       | —       | DNS   |
| —    | Kenia Sinclair      | Jamajka       | —       | DNS   |

#### Bieg 4
| Poz. | Zawodniczka      | Reprezentacja     | Czas    | Uwagi |
| ---- | ---------------- | ----------------- | ------- | ----- |
| 1.   | Pamela Jelimo    | Kenia             | 2:00,54 | Q     |
| 2.   | Lynsey Sharp     | Wielka Brytania   | 2:01,41 | Q     |
| 3.   | Eleni Filandra   | Grecja            | 2:02,29 | Q     |
| 4.   | Geena Gall       | Stany Zjednoczone | 2:03,85 | q     |
| 5.   | Felismina Cavela | Angola            | 2:10,95 | PB    |
| 6.   | Rabia Ashiq      | Pakistan          | 2:17,39 |       |
| —    | Julija Krewsun   | Ukraina           | —       | DNF   |

#### Bieg 5
| Poz. | Zawodniczka       | Reprezentacja | Czas    | Uwagi |
| ---- | ----------------- | ------------- | ------- | ----- |
| 1.   | Natalija Łupu     | Ukraina       | 2:08,35 | Q     |
| 2.   | Cherono Koech     | Kenia         | 2:08,43 | Q     |
| 3.   | Maryna Arzamasawa | Białoruś      | 2:08,45 |       |
| 4.   | Lenka Masná       | Czechy        | 2:08,68 |       |
| 5.   | Melissa Bishop    | Kanada        | 2:09,33 |       |
| 6.   | Aicha Fall        | Mauretania    | 2:27,97 | NR    |
| 7.   | Woroud Sawalha    | Palestyna     | 2:29,16 | PB    |
| DSQ  | Jelena Arżakowa   | Rosja         | 2:08,39 | DSQ   |

#### Bieg 6
| Poz. | Zawodniczka               | Reprezentacja                | Czas    | Uwagi |
| ---- | ------------------------- | ---------------------------- | ------- | ----- |
| 1.   | Janeth Jepkosgei          | Kenia                        | 2:01,04 | Q     |
| 2.   | Jekatierina Poistogowa    | Rosja                        | 2:01,08 | Q     |
| 3.   | Rosibel García Mena       | Kolumbia                     | 2:01,30 | Q     |
| 4.   | Elena Mirela Lavric       | Rumunia                      | 2:01,65 | q     |
| 5.   | Margarita Macko-Mukaszewa | Kazachstan                   | 2:02,12 | q     |
| 6.   | Neisha Bernard-Thomas     | Grenada                      | 2:03,23 | q     |
| 7.   | Elisabeth Mandaba         | Republika Środkowoafrykańska | 2:12,56 |       |
| 8.   | Sarah Attar               | Arabia Saudyjska             | 2:44,95 | NR    |

### Półfinały
Do finału awansowały dwie pierwsze zawodniczki z każdego biegu oraz dwie z najlepszymi czasami

#### Bieg 1
| Poz. | Zawodniczka            | Reprezentacja     | Czas    | Uwagi |
| ---- | ---------------------- | ----------------- | ------- | ----- |
| 1.   | Pamela Jelimo          | Kenia             | 1:59,42 | Q     |
| 2.   | Jekatierina Poistogowa | Rosja             | 1:59,45 | Q     |
| 3.   | Rosibel García Mena    | Kolumbia          | 2:00,16 | SB    |
| 4.   | Alice Schmidt          | Stany Zjednoczone | 2:01,63 |       |
| 5.   | Natalija Łupu          | Ukraina           | 2:01,63 |       |
| 6.   | Rose Mary Almanza      | Kuba              | 2:01,70 |       |
| 7.   | Lynsey Sharp           | Wielka Brytania   | 2:01,78 |       |
| 8.   | Eleni Filandra         | Grecja            | 2:04,42 |       |

#### Bieg 2
| Poz. | Zawodniczka           | Reprezentacja     | Czas    | Uwagi |
| ---- | --------------------- | ----------------- | ------- | ----- |
| 1.   | Caster Semenya        | Południowa Afryka | 1:57,67 | Q     |
| 2.   | Janeth Jepkosgei      | Kenia             | 1:58,26 | q     |
| 3.   | Alysia Montano        | Stany Zjednoczone | 1:58,42 | q     |
| 4.   | Halima Hachlaf        | Maroko            | 1:58,84 | SB    |
| 5.   | Tintu Luka            | Indie             | 1:59,69 | SB    |
| 6.   | Elena Mirela Lavric   | Rumunia           | 2:00,46 |       |
| 7.   | Neisha Bernard-Thomas | Grenada           | 2:00,68 | SB    |
| DSQ  | Jelena Arżakowa       | Rosja             | 1:58,13 | DSQ   |

#### Bieg 3
| Poz. | Zawodniczka               | Reprezentacja     | Czas    | Uwagi |
| ---- | ------------------------- | ----------------- | ------- | ----- |
| 1.   | Francine Niyonsaba        | Burundi           | 1:58,67 | Q,NR  |
| 2.   | Margarita Macko-Mukaszewa | Kazachstan        | 1:59,20 | PB    |
| 3.   | Malika Akkaoui            | Maroko            | 2:00,32 |       |
| 4.   | Cherono Koech             | Kenia             | 2:00,53 | SB    |
| 5.   | Genzeb Shumi Regasa       | Bahrajn           | 2:01,76 |       |
| 6.   | Jessica Smith             | Kanada            | 2:01,90 |       |
| 7.   | Geena Gall                | Stany Zjednoczone | 2:05,76 |       |
| DSQ  | Marija Sawinowa           | Rosja             | 1:58,57 | DSQ   |

### Finał
| Poz. | Zawodniczka            | Reprezentacja     | Czas    | Uwagi |
| ---- | ---------------------- | ----------------- | ------- | ----- |
| 1.   | Caster Semenya         | Południowa Afryka | 1:57,23 | SB    |
| 2.   | Jekatierina Poistogowa | Rosja             | 1:57,53 | PB    |
| 3.   | Pamela Jelimo          | Kenia             | 1:57,59 |       |
| 4.   | Alysia Montano         | Stany Zjednoczone | 1:57,93 |       |
| 5.   | Francine Niyonsaba     | Burundi           | 1:59,63 |       |
| 6.   | Janeth Jepkosgei       | Kenia             | 2:00,19 |       |
| DSQ  | Jelena Arżakowa        | Rosja             | 1:59,21 | DSQ   |
| DSQ  | Marija Sawinowa        | Rosja             | 1:56,19 | DSQ   |